# Gazelle (bateau)
Pour les articles homonymes, voir Gazelle (homonymie).
Les Gazelles sont des modèles de dériveurs originaire du Morbihan (Gazelle du Morbihan) ou de Vendée (Gazelle des Sables).

## La Gazelle du Morbihan

### Conception
La Gazelle du Morbihan est la version high-tech de la plate en V traditionnelle du golfe du Morbihan. Construite à Arzon par Marine Composite sur la base de plans traditionnels, elle a troqué le bois pour le sandwich en nid d'abeilles.
Le résultat est un subtil mélange de tradition et de modernité, qui ne laisse pas indifférent. Les dériveurs houaris dérivés des plates en V sont très courants dans le golfe du Morbihan. Voiliers familiaux par excellence, ils sont particulièrement bien adaptés à la navigation par petit tirant d'eau, autorise l'accostage des plus petites criques, avancent très bien même par petit temps, et remontent très bien au vent.

### Marine Composite
La société a été créée en 1996 dans le but de développer une activité de construction et réparation de bateaux à voiles et à moteurs. Jusqu'en 2005 sa principale activité était la réparation. À la suite d'une chute d'activité courant 2005, elle a été reprise par Bernard d'Assignies et Baptiste Guenoux, ses dirigeants actuels.
L'activité a été relancée avec un nouveau programme de rénovation et réparation ; la Gazelle est apparue en avril 2006. Aujourd'hui le chantier emploie six personnes à temps complet, et son activité se répartit de manière équilibrée entre la production de la Gazelle et les programmes de rénovations et réparation.

## La Gazelle des Sables
La Gazelle des Sables est un petit bateau à voiles. Ses voiles auriques se déclinent en côtre et en sloop. Son architecte naval, Patrick Besnié, combine le style de bateaux classiques et une technologie de pointe pour des voiliers élégants réputés pour leur simplicité et leur sécurité : toutes les Gazelles des Sables sont auto-redressables et incoulables. Cette carène s'inspire d'un très joli thonier vendéen à gréement traditionnel. Ce petit voilier est construit depuis 2005 par Les Ateliers de La Gazelle des Sables spécialistes du petit bateau transportable : petit bateau à voiles, barque, canot automobile, canot breton et petit voilier familial. 
Fidèle à leur philosophie en faveur de bateaux légers et simples, Les Ateliers de La Gazelle des Sables construisent aussi :
La Gazelle des Iles, La Gazelle Breizh, dans l'univers des voiliers auriques,
Le Lascar du Toul'Ru, Le Morgat, de type canot breton
La Barque A Ballast, Le Loustic, annexe et barque à voile
Le De L'Orchère, canot automobile, type mini vedette italienne.

#### La Gazelle
- Essai Portanna.org : La Gazelle
- Annexes Techniques : La Gazelle

#### La Gazelle des Sables
- Spécialiste du petit bateau à voiles transportable : Les Ateliers de La Gazelle des Sables
- La Gazelle des Sables au Salon nautique de Paris
- « Gazelle des sables », sur ouest-atlantis.com (consulté le 31 décembre 2023)